# Isokinolin
Isokinolin är en heterocyklisk aromatisk förening med kemisk formel C9H7N. Det är en isomer till kinolin.

## Egenskaper
Vid rumstemperatur är isokinolin ett skivformigt kristallint pulver med en smältpunkt på 26,5 °C. Ämnet är hygroskopiskt med en lukt påminnande om kinolins. Isokinolin är en svag bas med pKb = 8,6.

## Framställning
Isokinolin utvinns ursprungligen ur stenkolstjära. Syntetisk isokinolin framställs genom en Pomeranz-Fritsch reaktion där bensaldehyd får reagera med en dieter av glycin. Alternativt kan bensylamin och en dieter av glyoxal användas.

## Användning
Isokinolin i sig själv har få användningsområden men flera derivat är mycket betydelsefulla och ringsystemet återfinns naturligt i t.ex. papaverin.